# Luca (film 2021)
Luca è un film d'animazione del 2021 diretto da Enrico Casarosa, al suo esordio alla regia di un lungometraggio, prodotto dai Pixar Animation Studios in co-produzione con Walt Disney Pictures e distribuito dai Walt Disney Studios Motion Pictures.
La pellicola, 24º lungometraggio Pixar, narra la vicenda di Luca, un giovane mostro marino italiano in grado di assumere sembianze umane, che stringe amicizia con Alberto, un impavido suo simile e suo coetaneo, e i due, insieme, vanno alla scoperta del mondo degli umani. Il cast vocale è composto da Jacob Tremblay, Jack Dylan Grazer, Emma Berman, Maya Rudolph, Saverio Raimondo e Sacha Baron Cohen.
Inizialmente previsto per le sale cinematografiche, il film è stato distribuito a partire dal 18 giugno 2021 direttamente sulla piattaforma streaming Disney+ ed è stato accolto favorevolmente dalla critica e dal pubblico, che ne ha elogiato l'animazione, i temi, la colonna sonora e l'atmosfera nostalgica.

## Trama
Liguria, Italia anni '50. Luca Paguro è un timido mostro marino preadolescente che vive sul fondo del Mar Ligure vicino alla cittadina di Portorosso e trascorre le sue giornate come pastore, radunando banchi di triglie. I suoi genitori, Daniela e Lorenzo, gli proibiscono di salire in superficie, in quanto temono che gli umani possano dargli la caccia. Un giorno, Luca incontra un altro giovane mostro marino di nome Alberto Scorfano, che vive da solo sulla terra, dato che suo padre non è molto presente. Alberto incoraggia Luca ad avventurarsi fuori dall'acqua del mare, mostrandogli che i mostri marini si trasformano in umani quando si asciugano sulla terra. Luca segue Alberto verso il suo nascondiglio una piccola torre in un isolotto piena di oggetti da collezione, dove trova un manifesto che mostra una Vespa, che, secondo Alberto, è la più grande invenzione umana; i due decidono di passare i giorni seguenti a tentare di costruirne una con gli oggetti umani trovati da Alberto, mentre Luca tenta di mantenere la sua doppia vita nascosta ai suoi genitori, parlandone soltanto con la nonna, che mantiene il suo segreto.
Lorenzo e Daniela, tuttavia, riescono a scoprire presto cosa sta facendo Luca, così decidono di mandarlo a vivere nelle profondità degli abissi con suo zio Ugo, il fratello di Lorenzo. Sconvolto, Luca scappa in superficie con Alberto e insieme si recano a Portorosso, un tipico villaggio di case colorate della costa ligure, dove presto si attirano l'ira di Ercole Visconti, pluricampione di una gara sportiva locale chiamata "Portorosso Cup", proprietario di una bellissima Vespa e bullo locale. Proprio mentre Ercole sta per immergere la testa di Luca in una fontana, i due vengono salvati da una ragazza di nome Giulia Marcovaldo, che li porta a casa sua dove vive con il padre, Massimo, un corpulento ed esperto pescatore nato con un braccio solo, che da anni tenta di catturare i mostri marini (che sono a loro volta molto temuti dagli umani). Daniela e Lorenzo, intanto, non riuscendo a trovare Luca da nessuna parte, decidono di salire in superficie per cercarlo, trasformandosi a loro volta in umani.
Luca, Alberto e Giulia decidono di partecipare alla Portorosso Cup nella speranza di vincere una Vespa e dare una lezione ad Ercole. La gara è un triathlon che consiste in tre sfide: nuotare, mangiare velocemente un piatto di pasta e andare in bicicletta per i vicoli della città. I tre decidono di dividersi le sfide: Giulia si incarica di nuotare, Alberto di mangiare la pasta e Luca di andare in bicicletta. Con il tempo Luca e Giulia iniziano ad avvicinarsi, mentre Alberto inizia a diffidare sempre di più di loro. Quando Giulia racconta della sua scuola a Genova, dove risiede con la madre nei mesi invernali, Luca inizia a interessarsi all'argomento e Alberto, essendo geloso, fa cadere entrambi in mare aperto durante un loro allenamento per la gara. Usciti dall'acqua dopo una discussione, Alberto rivela la sua identità a Giulia, spaventandola, appena Luca dice di volere andare a scuola con lei. In quel momento, Ercole attacca Alberto insieme ai suoi compari, Ciccio e Guido; Luca finge di essere sorpreso e, per non perdere Giulia, addita l'amico come un mostro. Sentendosi tradito, Alberto fugge e si ritira nel suo nascondiglio.
Tornata a casa, dopo una breve discussione, Giulia versa dell'acqua su Luca cogliendolo di sorpresa e scopre che anche lui è un mostro marino, ma invece di giudicarlo si dimostra preoccupata che qualcuno possa fargli del male se venisse scoperto e gli consiglia di allontanarsi. Luca ritrova Alberto nel suo nascondiglio, il quale gli rivela che in realtà vive da solo in quanto il padre lo ha abbandonato da parecchio tempo. I due si riconciliano e Luca decide di partecipare comunque alla Portorosso Cup in nome della loro amicizia. Il giorno stabilito, Luca e Giulia partecipano alla gara separatamente. Dopo aver completato le prime due sfide, iniziano la corsa in bicicletta, ma ad un certo punto inizia a piovere e Luca cerca di evitare di bagnarsi e trasformarsi mettendosi in testa uno scolapasta. Alberto, giunto in soccorso dell'amico, si trasforma, ma Ercole lo vede e lo intrappola lanciandogli una rete; pur sapendo che il suo segreto verrebbe svelato, Luca corre sotto la pioggia per salvare l'amico. Giulia colpisce Ercole per impedirgli di ferirli, ma finisce per farsi male e Luca e Alberto, invece di scappare in acqua, la riportano in città. Ercole però li raggiunge e cerca di uccidere Luca con un arpione, ma Luca lo respinge, difeso da Giulia; questo fa capire che i mostri marini non sono per niente pericolosi agli abitanti di Portorosso, soprattutto a Massimo, che ringrazia i ragazzi per aver aiutato la figlia e dichiara di ritenerli vincitori della gara. Quando Ercole si rifiuta di accettare tutto ciò, gli stessi Ciccio e Guido lo gettano nella fontana, stufi dei suoi abusi.
Luca riabbraccia i genitori a casa di Giulia. Alberto rivela in seguito di aver venduto la malandata Vespa che lui e Luca avevano comprato con il denaro vinto alla gara per comprare un biglietto a Luca, in modo che possa andare a scuola con Giulia. Il film si conclude con la famiglia di Luca, Massimo e Alberto (che ha deciso di restare a Portorosso per aiutare Massimo) che salutano Luca e Giulia mentre lasciano la stazione ferroviaria, in attesa di rivederli l'estate successiva.
Durante i titoli di coda, si vedono alcune immagini delle esperienze future che faranno i protagonisti in seguito agli eventi del film: Luca incontra la madre di Giulia e frequenta la scuola, mostrando il suo aspetto di mostro marino e, insieme all'amica, guarda in televisione gli uomini camminare sulla Luna per la prima volta; Massimo diventa il padre adottivo di Alberto, che inizia a interagire con gli umani a Portorosso. In una scena dopo i titoli di coda invece, lo zio Ugo conversa con una piccola triglia riguardo a quanto sia meravigliosa la sua vita solitaria nelle profondità dell'oceano.

## Personaggi
- Luca Paguro: è il protagonista del film. È un mostro marino di 13 anni curioso di conoscere il mondo sopra il mare. Vive nelle acque vicine alla costa italiana, in una fattoria dove alleva triglie con i genitori. Pur essendo stato avvertito per tutta la vita che il mondo umano sarebbe un luogo pericoloso, desidera qualcosa che vada oltre la sua tranquilla vita di pastore, così quando Alberto lo porta ad esplorare Portorosso i suoi occhi si aprono ad un intero mondo di possibilità. Lui e tutti gli altri mostri marini del film adottano automaticamente un aspetto umano quando la loro pelle si asciuga, ritornando poi alla loro vera forma quando bagnati.[5]
- Alberto Scorfano: è il secondo personaggio principale. È un mostro marino di 14 anni che ama scoprire il mondo degli umani. È un personaggio dallo spirito libero, espressivo e socievole, che ama divertirsi. Nonostante il suo carattere spavaldo e avventuriero, Alberto si sente spesso insicuro in quanto si ritrova a dover vivere da solo, dato che suo padre lo ha abbandonato in una torre su un isolotto, ed è molto contento di trovare in Luca un amico e di esplorare il mondo umano insieme a lui.[5]
- Giulia Marcovaldo: una ragazza di 13 anni di Portorosso, coetanea di Luca, inizialmente emarginata e derisa per i suoi scarsi successi nella gara del paese, che diventa poi la migliore amica di Luca e Alberto. I suoi genitori sono separati e lei in estate vive con il padre Massimo a Portorosso aiutandolo nel lavoro, mentre d'inverno sta con la madre a Genova dove frequenta la scuola. Caratterizzata dai lunghi capelli rossi, è un'avventuriera estroversa e affascinante, amante dei libri e dell'apprendimento, che farà nascere in Luca l'interesse per lo studio della scienza umana.[5]
- Massimo Marcovaldo: un pescatore, pescivendolo e cuoco di Portorosso, padre di Giulia. È un uomo imponente e tatuato, nato con un solo braccio (anche se gli piace raccontare di aver perso il braccio destro a causa di un mostro marino). Nonostante abbia un aspetto decisamente intimidatorio, per via delle sue grandi dimensioni e della sua abilità nel lavorare in cucina con gli animali marini usando arpioni e coltelli, è simpatico ed ha un cuore tenero, soprattutto con sua figlia, ed ama molto cucinare le trenette al pesto per lei e per i suoi amici. Inizialmente è uno spietato cacciatore di mostri marini, ma alla fine è il primo a riconoscere che le idee che gli umani hanno su di loro non sono vere, dopo aver conosciuto Luca e Alberto.[5]
- Ercole Visconti: l'antagonista principale del film, è il bullo di Portorosso. Cinque volte vincitore della Portorosso Cup, ha 18 anni e va in giro sempre accompagnato dai suoi compari Ciccio e Guido, con la sua Vespa rossa fiammante, i suoi abiti eleganti e il suo grande ciuffo di capelli, credendo che tutti lo amino e si divertano a guardarlo mangiare panini, quando in realtà nessuno lo sopporta e tutti fingono di apprezzarlo solo per compatimento. Deride Giulia con il soprannome di "Vomitulia", rinfacciandole di vomitare ogni volta che partecipa alla gara. Luca, Alberto e Giulia gli daranno una bella lezione strappandogli la coppa da sotto il naso.[6]
- Daniela Paguro: un mostro marino femmina madre di Luca, molto autoritaria e determinata nel tenere al sicuro suo figlio.[5]
- Lorenzo Paguro: un mostro marino padre di Luca, passa le sue giornate ad allevare granchi da esposizione.[5]
- Ciccio e Guido: i due tirapiedi di Ercole, sono sempre insieme a lui ed obbediscono a tutti i suoi ordini, anche a quelli più cattivi e assurdi, fino alla fine del film, quando si stufano del suo brutto carattere e lo abbandonano.[5]
- Signora Marsigliese: una donna che gestisce l'intera organizzazione della Portorosso Cup.[7]
- Libera Paguro: un mostro marino femmina nonna di Luca, che non si fa scrupoli a difendere ed incoraggiare il nipote anche quando dimostra un carattere ribelle.[5]
- Ugo: un mostro marino che vive nelle profondità degli abissi oceanici ed è il fratello di Lorenzo e lo zio di Luca. Nato con il cuore esposto, a volte il troppo ossigeno presente nelle acque più superficiali gli causa difficoltà nel respirare e si riprende sferrandogli un pugno sul cuore. È un tipo simpatico e gioviale, anche se piuttosto bizzarro. Lorenzo e Daniela minacciano il figlio di mandarlo a vivere con lo zio se continuerà a disobbedire ai loro ordini andando in superficie.[8]
- Machiavelli: è il gatto di Massimo e Giulia. Ha un carattere sospettoso ed è piuttosto aggressivo nei confronti di Luca, dimostrando per primo di aver capito che quest'ultimo e Alberto non sono umani.

## Produzione

### Pre-produzione e sviluppo
Il 30 luglio 2020 la Pixar ha annunciato un nuovo film intitolato con un nome proprio maschile molto diffuso in Italia, ovvero Luca, basato su "una storia ambientata in Italia", diretto da Enrico Casarosa e prodotto da Andrea Warren. Casarosa, originario di Genova, ha dichiarato che Luca avrebbe rappresentato una "storia profondamente personale" ispirata alla sua infanzia in Liguria, e che il protagonista sarebbe stato basato su se stesso, mentre Alberto sul suo migliore amico. Ha inoltre affermato: "Le mie estati sono state trascorse sulle spiagge... è stato lì che ho incontrato il mio migliore amico quando avevo 11 anni. Nel film voglio rappresentare quel tipo di amicizie che ti aiutano a crescere". Ha infine dichiarato che il film combina elementi dei registi Federico Fellini e Hayao Miyazaki.
(Il regista Casarosa sul film)

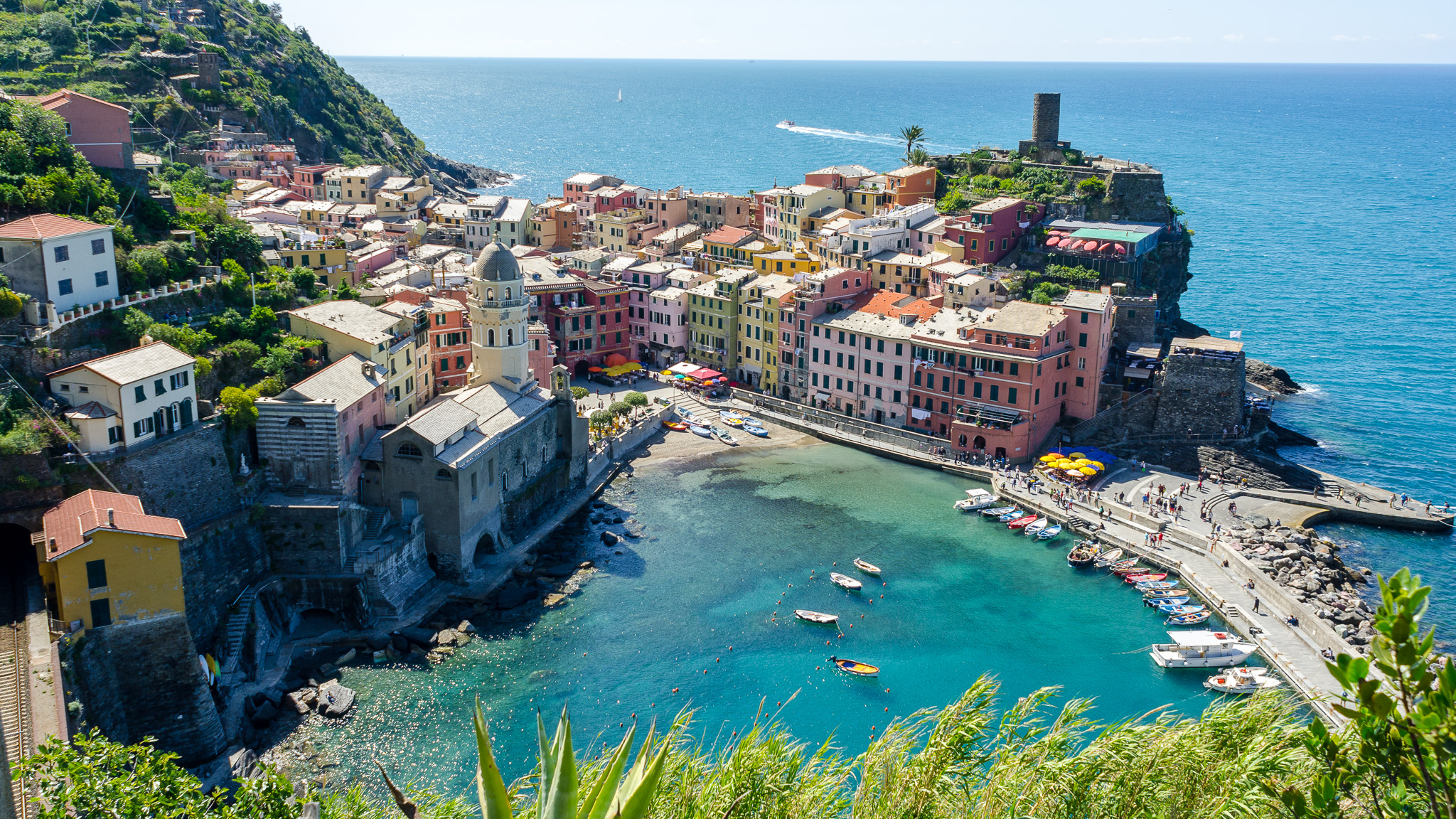
Vernazza, una delle località della Riviera ligure che ha ispirato gli artisti della Pixar per le ambientazioni del film

Per il film, la Pixar ha inviato diverse persone nella Riviera ligure per un viaggio esplorativo, durante il quale sono state scattate fotografie al paesaggio e alla popolazione locale. I mostri marini presenti nel film sono ispirati a delle leggende locali del Levante ligure, tra cui il polpo di Tellaro.

### Cast
Il 25 febbraio 2021, in concomitanza con l'uscita del trailer e del poster ufficiale è stato annunciato una parte del cast del film, tra cui Jacob Tremblay, Jack Dylan Grazer, Emma Berman, Maya Rudolph, Marco Barricelli, Saverio Raimondo e Jim Gaffigan.
Alcuni doppiatori italiani che hanno partecipato alla versione italiana del film hanno doppiato gli stessi personaggi anche in lingua originale, come Saverio Raimondo, Marina Massironi, Lorenzo Crisci, Giacomo Gianniotti e Luigi La Monica.

### Sceneggiatura
Nel luglio 2020, lo sceneggiatore di Soul, Mike Jones, ha annunciato che avrebbe co-scritto la sceneggiatura con Jesse Andrews.

### Temi
Casarosa ha affermato che il film è una celebrazione dell'amicizia e "una lettera d'amore alle estati della nostra giovinezza - quegli anni formativi in cui stai ritrovando te stesso", ispirata alla sua infanzia a Genova, con il personaggio di Luca basato su lui stesso e Alberto sul suo migliore amico omonimo. Casarosa ha dichiarato inoltre: "Il mio migliore amico Alberto era un po' un terremoto, [mentre] io ero molto timido e avevo una vita un po' al riparo da tutto - non avremmo potuto essere più diversi... Alberto mi ha spinto fuori dalla mia zona di comfort, e mi ha spinto giù da molti precipizi, metaforicamente e non. Probabilmente non sarei qui se non avessi imparato a inseguire i miei sogni da lui. Sono questi i tipi di amicizie profonde di cui volevo parlare in Luca, ed è quello che è al centro di questo film."
I mostri marini, basati su antichi miti italiani e tradizioni folkloristiche regionali, sono stati definiti da Casarosa come una "metafora del sentirsi diversi", spiegando: "Eravamo anche un po' 'estranei', quindi ci è sembrato giusto usare i mostri marini per esprimere l'idea che da bambini ci sentivamo un po' diversi e non fighi". Il produttore Andrea Warren ha spiegato: "Ci è sempre piaciuta l'idea che la metafora dell'essere un mostro marino possa applicarsi a così tante cose diverse. C'è il tema dell'apertura, del mostrarsi e dell'accettazione di sé, così come anche l'accettazione della comunità. Confrontandosi anche con l'idea che c'è di più nei mostri marini di quanto ci si possa rendere conto. Sai che l'hanno visto solo attraverso una prospettiva, una sola lente, e quindi penso che questo sia un tema meraviglioso nel film, ovvero che quelle idee non erano giuste e che c'è altro da imparare". Casarosa è stato d'accordo: "Speriamo che il 'mostro marino' possa essere una metafora per tutti [i modi] di sentirsi diversi - come essere un adolescente o addirittura un pre-adolescente - in ogni momento in cui ti senti strano. Mi è sembrato un modo meraviglioso per parlarne e dover accettare prima noi stessi, in qualunque modo ci sentiamo diversi." Ha anche aggiunto: "Anche se mi identifico con i pronomi maschili e io sono un uomo eterosessuale, i temi della diversità, dell'accettazione e dell'inclusione nel nostro film sono cari al mio cuore".

## Colonna sonora
Il 1º aprile 2021 è stato reso noto che il compositore Dan Romer si sarebbe occupato della colonna sonora della pellicola.

### Tracce
1. Meet Luca – 4:08
2. Did You Hide? – 1:04
3. The Curious Fish – 1:39
4. You Forgot Your Harpoon – 0:39
5. Phantom Tail – 2:09
6. Walking Is Just Like Swimming – 2:02
7. Vespa è Libertà – 1:42
8. You Hold the Ramp – 0:59
9. Silenzio Bruno – 0:41
10. That’s the Dream – 2:05
11. The Bottom of the Ocean – 1:52
12. Take Me, Gravity – 1:44
13. Portorosso – 1:36
14. Signor Vespa – 1:17
15. This Isn’t Any Old Race – 2:55
16. Buonanotte, Boys – 1:27
17. Land Monsters Everywhere – 0:55
18. Buongiorno Massimo – 3:03
19. The Out of Town Weirdo Tax – 1:48
20. Rules Are for Rule People – 1:08
21. How Humans Swim – 1:03
22. Not Our Kid – 0:49
23. Telescope – 2:46
24. Beyond the Solar System – 1:02
25. We Don’t Need Anybody – 1:54
26. The Sea Monster – 3:33
27. I Wish I Could Take It Back – 4:01
28. The Portorosso Cup – 7:34
29. How to Find the Good Ones – 5:14
30. Go Find Out for Me – 1:39

Durata totale: 64:28
Nella colonna sonora sono inoltre presenti alcuni famosi brani musicali della tradizione italiana:
- Un bacio a mezzanotte del Quartetto Cetra
- O mio babbino caro, aria di Giacomo Puccini, cantata da Maria Callas
- Il gatto e la volpe di Edoardo Bennato
- Andavo a cento all'ora di Gianni Morandi
- Tintarella di luna di Mina
- Fatti mandare dalla mamma a prendere il latte di Gianni Morandi
- Viva la pappa col pomodoro di Rita Pavone
- Città vuota di Mina
- Una voce poco fa, cavatina da Il barbiere di Siviglia di Gioachino Rossini
- Largo al factotum, cavatina da Il barbiere di Siviglia di Gioachino Rossini[22]

## Promozione

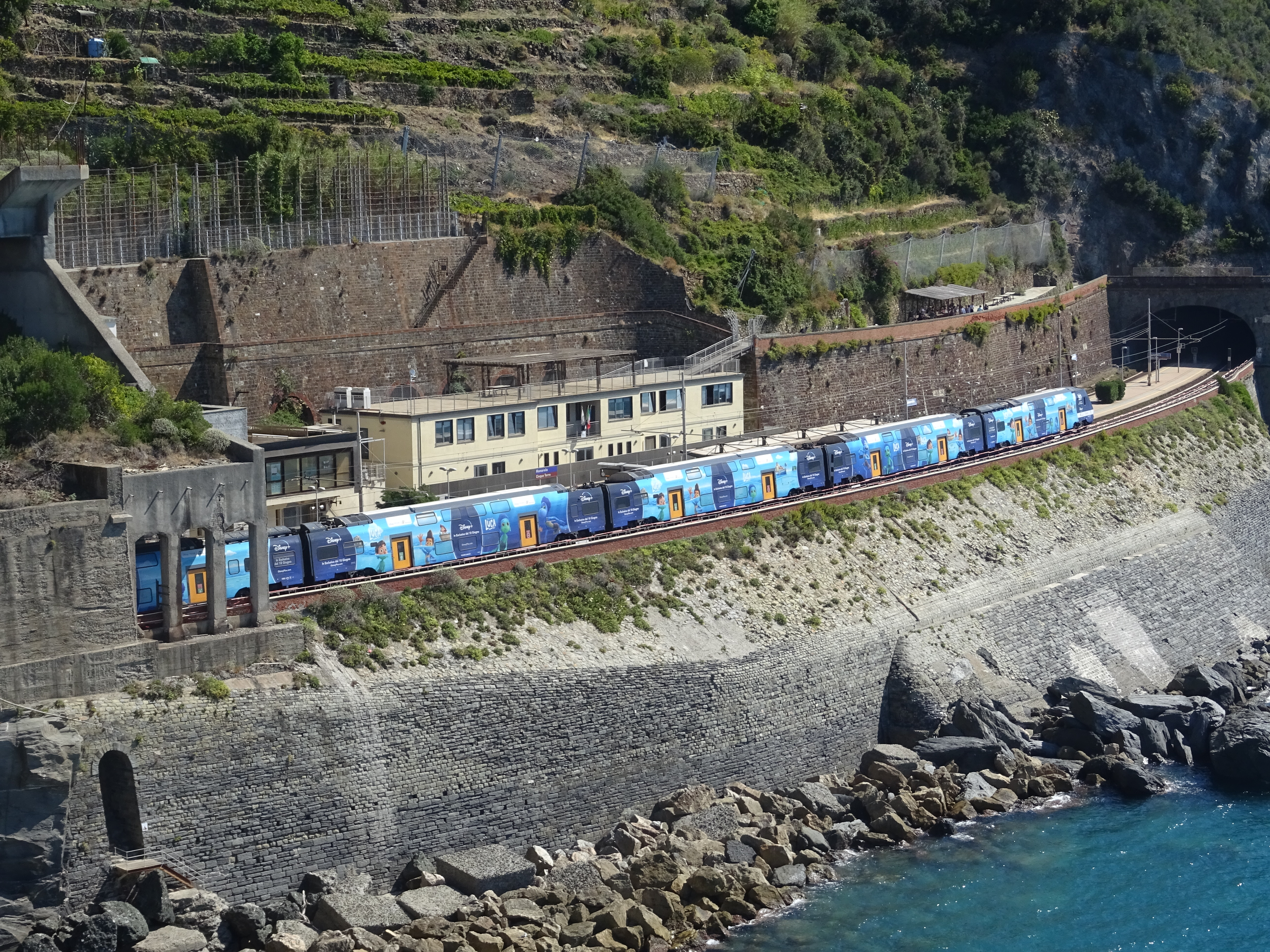
L'ETR 521.069 con la livrea speciale dedicata al film, qui fotografato alla stazione di Manarola.

Il 24 febbraio 2021 è stato pubblicato il poster ufficiale, mentre il giorno seguente il primo teaser trailer. Il 28 aprile è stato diffuso un secondo trailer.
Durante l'estate 2021, un treno del modello Rock prodotto da Hitachi Rail in servizio sulle relazioni ferroviarie regionali della Liguria (per la precisione l'esemplare ETR 521.069) è stato verniciato con una speciale livrea che raffigura personaggi e scene del film.

## Distribuzione
La première mondiale del film si è svolta il 13 giugno 2021 presso l'Acquario di Genova, dove la pellicola è stata proiettata per tre serate, fino al 15 giugno, con gli incassi donati in beneficenza all'ospedale pediatrico cittadino Gaslini. Alla première erano presenti il regista Enrico Casarosa, la produttrice Andrea Warren e parte del cast italiano.

In seguito il film è uscito in tutto il mondo sulla piattaforma di streaming Disney+ il 18 giugno 2021. Poiché il film era stato pensato per il cinema e non come un Disney+ Original, è stato successivamente commercializzato anche in DVD e Blu-ray. Il film è stato comunque proiettato nei cinema dei Paesi nei quali Disney+ non è ancora disponibile. Il film è uscito nei cinema nordamericani il 24 marzo 2024 e in quelli italiani il 25 aprile. È stato trasmesso in Prima TV Rai 3 nella vigilia di Natale 2024.

### Edizione italiana
Il doppiaggio italiano e la sonorizzazione sono stati eseguiti dalla SDI Media di Roma. La direzione del doppiaggio è di Massimiliano Manfredi e i dialoghi sono a cura di Roberto Morville con la supervisione di Lavinia Fenu. I testi italiani delle canzoni e la direzione musicale furono affidati a Lorena e a Virginia Brancucci, figlie del compianto Ermavilo.

## Accoglienza

### Incassi
Il film ha incassato 1324302 $ in Nordamerica e 49750471 $ nel resto del mondo, per un totale di 51074773 $.

### Critica
La pellicola è stata accolta molto positivamente dalla critica. Sull’aggregatore di recensioni Rotten Tomatoes, il 91% delle 307 recensioni è positivo, con una valutazione media di 7,3/10. Il consenso della critica del sito web afferma: "Leggero ma soffuso di gioia contagiosa, l'affascinante Luca dimostra che la Pixar può giocare sul sicuro pur affascinando il pubblico di tutte le età". Secondo Metacritic, che ha assegnato un punteggio medio ponderato di 71 su 100 basato su 52 critici, il film ha ricevuto "recensioni generalmente favorevoli".
Alonso Duralde di TheWrap ha scritto: "Luca è dolce e commovente, cattura il legame che gli estranei possono costruire durante un'estate e come quell'amicizia possa durare. E come i suoi protagonisti mutaforma, ha molto da fare sotto la superficie." Da The Hollywood Reporter, David Rooney scrive che "la vera magia di Luca è la sua grafica. I design dei personaggi sono attraenti sia nel mondo marino che a terra, e la ricchezza delle ambientazioni in entrambi i regni è una fonte costante di piacere. Il gioco di luci sulla superficie dell'acqua gloriosamente blu è a volte quasi fotorealistico, mentre un tramonto che diffonde il suo bagliore arancione sulle rocce della battigia ti fa desiderare di essere lì."
Charlie Ridgely di ComicBook.com ha elogiato il film per la sua unicità, ritenendo che si discosti fortemente dalla solita formula narrativa e dai cliché della Pixar, ma che ciò non lo sminuisca rispetto ad altri classici dell'azienda come Toy Story - Il mondo dei giocattoli e Up, evidenziando l'animazione, il disegno della Riviera ligure, la partitura e la storia.

## Riconoscimenti
- 2022 - Premio Oscar [41]
  - Candidatura al Miglior film d'animazione
- 2022 – Golden Globe [42]
  - Candidatura al miglior film d'animazione
- 2022 - Premio BAFTA [43]
  - Candidatura al Miglior film d'animazione
- 2022 - Annie Award [44]
  - Candidatura per Miglior film d'animazione
  - Candidatura per la miglior regia in un film d'animazione a Enrico Casarosa
  - Candidatura per la miglior animazione dei personaggi in un film d'animazione a Tarun Lak
  - Candidatura per il miglior character design in un film d'animazione a Deanna Marsigliese
  - Candidatura per la miglior colonna sonora in un film d'animazione a Dan Romer
  - Candidatura per la miglior voce in un film d'animazione a Jack Dylan Grazer
  - Candidatura per la miglior sceneggiatura in un film d'animazione a Jesse Andrews e Mike Jones
  - Candidatura per il miglior montaggio in un film d'animazione a Catherine Apple, Jason Hudak, Jennifer Neysa Jew, Tim Fox e David Suther
- 2022 - Satellite Award[45]
  - Candidatura per il miglior film d'animazione o a tecnica mista
- 2021 - San Diego Film Critics Society Awards
  - Miglior film d'animazione

## Altri media
Il 12 novembre 2021 è stato distribuito su Disney+ un cortometraggio diretto da McKenna Jean Harris e prodotto da Matt DeMartini intitolato Ciao Alberto, che si svolge dopo gli eventi del film ed è incentrato sull'omonimo personaggio e sul suo rapporto con Massimo Marcovaldo il suo nuovo papà.

## Sequel
Casarosa ha espresso interesse nel realizzare un sequel simile a Genitori in trappola, che veda Luca e Giulia intenti a cercare di far riconciliare e tornare insieme Massimo e la sua ex moglie. I membri del cast hanno tutti espresso interesse a partecipare ad un sequel, presentando allo stesso tempo alcune idee sulla possibile trama. Hanno confermato una serie spin-off sullo zio Ugo. Qualche tempo dopo l'uscita del film, Disney+ ha inviato un sondaggio agli abbonati chiedendo la loro opinione sul film e la probabilità che essi guardino un altro film relativo alla storia di Luca se venisse reso disponibile, facendo intendere di star valutando la produzione di un sequel.